# Xã Canaan, Quận Wayne, Pennsylvania
Xã Canaan (tiếng Anh: Canaan Township) là một xã thuộc quận Wayne, tiểu bang Pennsylvania, Hoa Kỳ. Năm 2010, dân số của xã này là 3.963 người.